# Batalla de Alcazarquivir
La batalla de Alcazarquivir, también llamada batalla de los Tres Reyes, fue una batalla que tuvo lugar el 4 de agosto de 1578, y enfrentó a las fuerzas portuguesas y a las de los pretendientes al trono de la dinastía Saadí. En este combate murieron los soberanos implicados en la batalla: el rey portugués Sebastián I, el sultán Abu Marwan Abd al-Malik I y su exiliado sobrino, Muley Áhmed.
Esta batalla está en los orígenes del mito del sebastianismo, esto es, la idea de que el rey Sebastián, fallecido en dicha batalla, había de volver algún día a regir la nación portuguesa.

## El rey Sebastián

Retrato de Sebastián de Portugal

Sebastián era hijo del príncipe Juan de Portugal y Juana de Austria y sucedió a su abuelo Juan III de Portugal en 1557, cuando contaba con tres años de edad. La regencia quedó a cargo de la reina viuda, doña Catalina, hasta 1562, y después el regente fue su tío, el cardenal don Enrique, hasta que en 1568 fue declarado mayor de edad.
Débil y enfermizo, Sebastián fue influido desde pequeño por sus educadores jesuitas, que le imbuyeron un ferviente espíritu de cruzada y un gran fanatismo religioso.
Las Cortes habían estado discutiendo en varias ocasiones sobre la necesidad de intervenir en el Magreb y contrarrestar el aumento de la presencia militar otomana porque los turcos serían una amenaza contra la seguridad de las costas portuguesas, como ya lo eran en las españolas y otras cristianas en el Mediterráneo. También para su comercio y colonias del Atlántico, desde Brasil a Guinea y otras islas al alcance desde Marruecos. Esta política no sólo había sido bien vista por la clase mercantil burguesa de Portugal, a la que apoyaron, para beneficiarse de los recursos del área (principalmente oro, ganado, cereales y azúcares), sino también por la nobleza. Hasta la fecha, las acciones militares portuguesas en África se habían limitado a algunas expediciones de castigo y razias. Portugal había construido su vasto imperio marítimo desde Brasil a las Indias Orientales gracias a una certera combinación de comercio, exploración y recursos técnicos superiores. La conversión de los pobladores y vecinos sería un fin, pero no el ulterior motivo. El rey don Sebastián se vio aconsejado a cambiar las estrategias.
Se fraguaba pues el proyecto de conquistar el norte de África y esta idea pasó a convertirse casi en su única obsesión. Pero solo se encontró el momento idóneo de invadir el Magreb cuando el depuesto rey saadí Muley Ahmed (Muhammad Al-Mutawakkil) le invitó a participar en la recuperación de su trono. Pese a múltiples consejos contrarios a embarcarse en tal empresa, entre ellos los del gran poeta y militar Francisco de Aldana, a quien había puesto como asesor suyo su tío el rey de España Felipe II, don Sebastián acudió en auxilio del depuesto sultán saadí, tras asegurarse en 1576 el apoyo económico de Felipe II, que aportó al proyecto numerosas tropas, jinetes y carruajes y consiguió además apoyo de otros países europeos como el Sacro Imperio y estados itálicos, gastándose en ello gran parte del tesoro portugués.

## La batalla
Desembarcó en Arcila, entonces plaza fuerte portuguesa, donde descansó unos días, ordenó sus diecisiete mil soldados y se dirigió hacia Alcazarquivir, plaza en el camino de Fez.
El 4 de agosto de 1578 tuvo finalmente lugar, a orillas del río (Uadi) de la Podredumbre (Majazín) cerca de Alcácer-Quibir donde ahora hay un pueblo llamado Suaken, la batalla llamada de Alcazarquivir por los portugueses y de Wadi Almajazín por los marroquíes.
El ejército marroquí avanzó en un amplio frente, planeando rodear las filas de Sebastián I. Constaba de 10.000 jinetes en sus flancos, con moros de España en su centro, que guardaban un resentimiento especial hacia los cristianos.
El ejército portugués en esta batalla tenía una primera línea (vanguardia) compuesta por "aventureros" portugueses, comandados por Cristóvão de Távora , y por voluntarios y mercenarios extranjeros, por un ala izquierda de caballería pesada comandada por el rey portugués y por una caballería de derecha comandada por el duque de Aveiro. La segunda línea de infantería (batalla) fue comandada por Vasco da Silveira y la tercera línea de infantería (retaguardia) por Francisco de Távora. La artillería se posicionó, sobre todo, en primera línea.
La batalla comenzó con un intercambio de disparos de mosquete y artillería por parte de ambos ejércitos. Thomas Stukley, comandante de los voluntarios italianos, resultó muerto por una bala de cañón al comienzo de la batalla. La caballería morisca, superior en número, avanzó rodeando al ejército portugués, mientras las fuerzas principales se dedicaban de lleno al combate corporal.
En el centro de la vanguardia del ejército portugués, los experimentados "aventureros" comandados por Cristóvão de Távora avanzaron con gran ímpetu, provocando la retirada y disolución de la vanguardia morisca.
Para detener esta estampida de sus fuerzas, el debilitado sultán Abd el-Malik montó su caballo por última vez y momentos después murió con el esfuerzo. Su muerte está oculta hasta el final de la batalla, gracias a un renegado cordobés, Sulayman del Pozo.
Cerca del campamento del líder moro, el ataque portugués perdió impulso después de que el comandante se dio cuenta de que habían estado demasiado lejos del resto del ejército, por lo que corría el riesgo de aislarse, y comenzó a retirarse.
Al ver sus flancos comprometidos por el ataque de la caballería morisca, amenazada por sí misma y en retirada, el centro portugués perdió la esperanza y fue lentamente sometido.
Don Sebastián, ante la inevitable derrota, rechaza el consejo de otros nobles de rendirse diciéndoles: "Señores, la verdadera libertad sólo se perderá con la vida". Los nobles que lo acompañaron a caballo se contentan con continuar la lucha hasta el final, con el rey arengándolos: "¡Muere, sí, pero despacio!"
Mohammed al-Mutawakkil, aliado de los portugueses, intentó escapar de la masacre en la que se había convertido la batalla, pero se ahogó mientras cruzaba el río Mocazim.
La batalla terminó después de cuatro horas de intenso combate con la derrota total de los ejércitos de Don Sebastião y Abu Abdallah Mohammed II Saadi, con casi 9 mil muertos y 16 mil prisioneros, que incluyen gran parte de la nobleza portuguesa. Quizás 100 supervivientes hayan escapado, con un coste, del lugar de la batalla.
La muerte de tres reyes en un mismo campo de batalla causó gran asombro en la época, pasando a conocérsela también como la Batalla de los Tres Reyes.

## Consecuencias
Cuando llegó la noticia de la derrota militar a Portugal, el pueblo entero se vistió de luto porque toda familia tenía algún miembro suyo en el ejército aniquilado. El cadáver del rey fue recuperado del campo de batalla y sepultado inicialmente en Alcazarquivir; en diciembre de ese mismo año fue entregado a las autoridades portuguesas en Ceuta, donde permanecería hasta 1580, fecha en que sería trasladado al monasterio de los Jerónimos de Belém para su entierro definitivo.
Los descendientes de los judíos expulsados de Portugal vieron en esta derrota un castigo divino contra la dinastía real portuguesa; según esta interpretación judía la extinción de su último descendiente acaeció en el mismo sitio donde se refugió la mayor parte de los judíos expulsados del reino portugués y, por eso, sus prisioneros fueron vendidos como esclavos precisamente en los lugares de residencia de los judíos de Fez.
La muerte motivó la creación de un mito alrededor del rey, el llamado sebastianismo, alrededor de las profecías de un tal Bandarra, surgiendo en diversas épocas personajes que se hacían pasar por don Sebastián. Una de las más curiosas fue la protagonizada por un pastelero de Madrigal, que dio tema a la pieza dramática de José Zorrilla, a una novela histórica de Manuel Fernández y González y a otra de Alberto Vázquez Figueroa titulada El Rey Leproso.
La muerte de don Sebastián dejó al país portugués inmerso en un gran desconcierto, en bancarrota y con un vacío político que su sucesor, su tío el cardenal don Enrique, intentó llenar sin conseguirlo, con lo que aconteció la crisis dinástica que solucionó Felipe II al ocupar el país como nuevo rey de Portugal, creándose así nuevamente la unión ibérica en la historia -después de los romanos y visigodos- y dentro de la Monarquía Hispánica. Las tropas de esta unión fueron dirigidas por el III Duque de Alba, Fernando Álvarez de Toledo y Pimentel.

## Importancia de este acontecimiento para la comunidad judía
La comunidad judía de Fez, Marrakech, Tetuán, y otras ciudades del norte de Marruecos conmemoró aquel día de salvación, el segundo día de rosh jodesh de elul, designándolo día de purim (llamado Purim Sebastiano, si bien otros lo llaman Purim de Cristianos o Purim de los Cristianos) para ellos y sus descendientes, puesto que, según la tradición, cuando el ejército portugués llegó a las inmediaciones de Alcazarquivir (en árabe, القصر الكبير, Al-Qaṣr Al-Kabīr; lit. Gran fortaleza), dos anusim (judíos convertidos violentamente al cristianismo) que formaban parte del ejército portugués, se dirigieron en secreto a los judíos de la ciudad, y les revelaron que el rey cristiano, antes de embarcar para África, había ido a una iglesia de Lisboa para jurar solemnemente que, si venciese la batalla, obligaría a todos los judíos de aquellas tierras a convertirse al cristianismo, o «pasaría a cuchillo a todo judío que no aceptara la conversión», tal como su bisabuelo, D. Manuel I, había hecho con toda la población judía de Portugal.
Los judíos de Alcazarquivir entraron en pánico pero los rabinos les pidieron que, tal como hiciera la Reina Ester en su tiempo, hicieran un día de ayuno y de oración, implorando a Dios que los salvase de aquella crueldad.
Cuando las tropas portuguesas fueron derrotadas y su joven rey desapareció misteriosamente, los rabinos de Sultanato saadí determinaron que, a partir de ese año, y para siempre, de generación en generación, aquellas comunidades harían, en el segundo día de Rosh Jodesh Elul, una fiesta de Purim, con mucha alegría, descanso de todo trabajo, y entrega de caridad para los pobres (Mishloaj manot laEvionim) para recordar las maravillas de Dios.
Todo esto fue escrito en una Meguilá, rollo en pergamino manuscrito, del que aun existen algunos ejemplares en Israel, y probablemente en otros países. Son leídas en las sinagogas y en los hogares en el día que llaman como “Purim Sebastiano”, o “Purim de Sebastian YSV” (abreviatura de “Que desaparezca su nombre y su memoria”).
En el templo de la Tefilá Pintada o de Kalilia de Tetuán solían tirarse monedas al suelo, después de la lectura del séfer torá, para que los niños las recogieran y se alegrasen; además se daban regalos a los niños y se hacía una comida; algunos solían comer higos chumbos al mediodía porque, según la leyenda, don Sebastián habría muerto en una chumbera.
También se solía leer la Meguilá de los Reyes en hebreo (hay varias versiones), en la que se cuenta la historia del milagro y se alaba a Dios por su gran merced; también se solía contar en judeoespañol el relato de la milagrosa salvación en la sinagoga. Todos los años, el día primero de Elul, se lee en las sinagogas de Tánger (ocupada por España entre 1940-1945) y de otras ciudades de la zona española (y ahora también en algunas sinagogas de la diáspora judeomarroquí, como en Caracas, Venezuela) la meguilá o relación del grandioso milagro sucedido a los israelitas el día 1 de Elul del año 5388 de la era judaica:

Los hechos son como siguen: El poderoso rey de Portugal, don Sebastián, se propuso la conquista de Marruecos. Una importante escuadra lusitana se presentó días antes en aguas de Tánger, desembarcando un considerable ejército de infantería, caballería y artillería, a cuyo frente venía nada menos que el mismo rey, don Sebastián, secundado por lo más granado de la nobleza lusitana y lo más lucido de la oficialidad de aquel país. El cuerpo expedicionario, después de descansar unos días en la playa de Tánger, se organizó en fuertes columnas y se dirigió hacia Alcazarquivir, que en aquella época era la plaza más importante de la región. El plan decidido por el rey y su Estado Mayor fue el de presentar batalla al sultány a sus numerosas huestes, en la ribera del río Oued-Mjazén, 'río de la podredumbre', por haberse llenado de cadáveres de ambos bandos y por despedir un hedor inaguantable, que duró mucho tiempo y dio lugar a epidemias. D. Sebastián, confiado en los elementos de que disponía, tenía por segura la victoria de sus armas, pero dominado por su fanatismo, oró ante el altar la víspera y prometió que si vencía, pasaría a cuchillo a todo judío que no aceptara la conversión a las creencias del ejército invasor. Dos judíos, prisioneros de los portugueses, pusieron el hecho en conocimiento de sus correligionarios de Tánger y Alcazarquivir los que, consternados por tan fatal noticia, se concentraron en sus templos, para orar e implorar la protección de Dios. Entretanto, una encarnizada batalla se desarrollaba al margen del río, sucumbiendo muchos miles de hombres de uno y otro lado, hasta la una de la tarde del uno de Elul en que quedó completamente derrotado el ejército portugués, contándose entre las víctimas a don Sebastián, muchos de sus familiares y los más distinguidos próceres de la nación portuguesa. La derrota de los portugueses evitó el degüello de miles de judíos que, seguramente, preferirían ser inmolados, a abjurar de su religión. Una vez más la Providencia salvó a los judíos de una muerte segura. Los jefes de las comunidades declararon día festivo el uno de Elul, dedicándolo a la práctica de la caridad y a entonar himnos de alabanza al Todopoderoso por su divina protección.